# デュエル・マスターズ
デュエル・マスターズ（Duel Masters）は、アメリカのウィザーズ・オブ・ザ・コースト社が開発し日本ではタカラトミー（旧：株式会社タカラ）が発売している、対戦型トレーディングカードゲーム。略称・愛称は『デュエマ』。

## 概要
トレーディングカードゲームとしてのデュエル・マスターズの発売が開始されたのは、日本では2002年5月30日。
マジック:ザ・ギャザリングからの派生商品であり、一部デザイナーが重なっているため「クロスギア」や「サバイバー」、「ガチンコ・ジャッジ」などのギミックがアレンジされて投入されている。逆に「ターボラッシュ」や両面カードのように、デュエル・マスターズで登場したギミックがアレンジされ、マジック:ザ・ギャザリングに導入される場合もある。
トレーディングカードゲームの中でも長期的に安定した人気を得ているゲームの一つで、現在も定期的に新弾がリリースされている。
雑誌ではDMの情報は小学館発行の書籍（『月刊コロコロコミック』など）とホビージャパン社発行の『ゲームジャパン』『カードゲーマー』が独占している。その他のホビー雑誌などにこのTCGの情報が載ることはない。本作の情報は上記の雑誌などで公開されるほか、キッズステーションでスポット放映されている『デュエル・マスターズGATE』『デュエル・マスターズDASH TV』、Youtubeのコロコロチャンネル【公式】、デュエチューブ-DM公式-、そしてコロコロオンラインでもカードの紹介などがなされている。
漫画やアニメ、アプリなどの多メディア展開も行っている。

### 海外展開
アメリカでは2004年3月5日に第1弾が発売開始となる。アメリカでのキャッチコピーは「怪獣道（Kaijudo）」だった。ただし、第12弾を最後にアメリカでの展開が終了。アメリカの他、スペイン、ポルトガル、中国などで展開された。
その後、Duel Legendの商品名で韓国でも展開されたが、こちらも展開終了となっている。
2012年、ふたたびアメリカで「Kaijudo: Rise of the Duel Masters」という商品名で展開されることとなった。基本ルールはデュエルマスターズと同一だが、カードの種類やデザインは異なっている。2014年に「Kaijudo: Rise of the Duel Masters」の打ち切りが発表された。
2022年9月より、シンガポール/インドネシア/マレーシア/フィリピン/台湾/香港での展開が始まった。日本語の商品がそのまま販売されている。

## 遊び方
各プレイヤーは40枚のカードで組まれた「デッキ」を用意。よくシャッフルした後上から5枚を裏向きのまま並べてシールドとし、更に5枚引いて手札とする。
ただし、「FORBIDDEN STAR 〜世界最後の日〜/終焉の禁断 ドルマゲドンX」「零龍」などの、デッキの枚数に含まれない特殊なカードもある。
開始前に両面に絵が描かれたカード（サイキッククリーチャー、ドラグハート）を超次元ゾーンに置くこともでき、これは公開情報であり常に相手に見えるようにする。
毎ターン溜めたマナを使い召喚したクリーチャーや唱えた呪文によって相手のシールドを破壊（ブレイク）していき、無くなった相手にクリーチャーの直接攻撃(ダイレクトアタック)を成功することで勝利する。
第10弾で初めてゲームに負ける能力（俗に特殊敗北条件と呼ばれる）を持つクリーチャーが登場し、第22弾から条件は難しいがゲームに勝利する能力（「エクストラウィン」と呼ばれる）を持つクリーチャーも出ている。

## 用語
文明
カードごとに異なった思想や特徴を色分けしたもの。多くのカードはその中の一つ以上に属し、文明自体を持たない無色（ゼロ文明）も存在する。また『新第1弾』より、主人公が使用するジョーカーズというゼロ文明の派生系が生まれた。
光（黄色）、水（青色）、闇（黒色）、火（赤色）、自然（緑色）、の五つが存在する。二つ以上の文明を持つ物は多色（レインボー）という。
マナ
ゲーム中のカードのプレイに必要になるエネルギー。カード使用時にそのカードの持つ文明が全て揃うように一つ以上含め、マナコスト（コスト）の分だけ支払う。しかし、カードの効果次第でプレイ時の数が本来より増減する事がある。タダでプレイできる場合もあり、この状態をプレイヤー間では「踏み倒し」と呼ぶ。
種族
カードごとの分類や所属を表す。従来ではクリーチャーのカードだけに存在したが、『戦国篇』で初めて呪文とクロスギアに付けられ、『革命篇第3弾』で初めて種族を持たないクリーチャーが登場した（『コロコロコミック』2015年10月号付録で先行登場し、後にパック収録された）。
現在ではカードの種類に関係なく種族がつけられており、種族に関わる効果は一部でも同名で一致していれば全てに適応される。ただし、自分で種族を選択する際に多くに共通する種族の一部を宣言してそれを含む全てに効果範囲を広げることはできない（これを種族カテゴリという）。
召喚酔い
クリーチャーの攻撃を制限する基本ルール。「召喚」とはあるが、通常出たばかりのクリーチャーはそのターン中は攻撃できない。
例外として、「スピードアタッカー」「マッハファイター」という能力を持つクリーチャー、「ゴッド・リンク」したクリーチャー、進化クリーチャー等、出したターンでも攻撃できる条件はある。
デッキ
このゲームで使用するカードを束にした物。枚数は一つにつき40枚、同名カードは最高4枚まで入れられる。
『エピソード3』で初めて、同名でも枚数制限なく入れられるカードが登場した。
ゾーン
カードが存在する領域。シリーズが続く度に新しいゾーンが登場している。
山札
未使用カードを置くゾーン。プレイヤーの右手側に位置する。このカード群は裏向きで置かれ、カードの能力で指示されない限り見ることはできない。
山札のカードが全て無くなった場合は、通称「ライブラリアウト」が成立し即座に敗北となる。
手札
山札から引いて使う準備ができたカード。
シールドゾーン
山札から見て左横に位置するゾーン。ゲーム開始前にカードを5枚並べた後は、クリーチャーの攻撃やカードの効果で増減する。破壊するシールドは攻撃側が選ぶ。
相手プレイヤーへの攻撃時、阻まれたシールドを破壊するため、「プレイヤーを攻撃できない」能力を持つクリーチャーはシールドを攻撃で破壊できない（数は多くないが、攻撃によらない破壊は可能）。また、シールドへの攻撃時に誘発した能力でシールドが全て無くなった場合は、直接攻撃となる。
破壊されたシールドは手札に加え、その時にカードに「S（シールド）・トリガー」と記されていればコストを払わずにプレイできる。これは破壊に限らず、能力で手札に加えた時に禁止されていなければ使うことができる。
マナゾーン
シールドゾーンとプレイヤーの間に位置する、「マナ」を溜めていくゾーン。基本は1枚につき1マナ発生だが、カード自体や効果で増減することがある。
バトルゾーン
シールドゾーン、山札などから見て前に位置する、「クリーチャー」「クロスギア」「ドラグハート」「フィールド」などのカードが置かれるゾーン。プレイヤー間では「場」とも呼ばれる。
墓地
山札から右に位置する、破壊されたカードや唱えた呪文など、使用済みのカードを置くゾーン。効果で再利用できたり、枚数を参照されることがある。
超次元ゾーン
墓地の右横に位置する、「サイキック・クリーチャー」と「ドラグハート」のカードを置くゾーン。置けるカードは最大8枚（同名カードは4枚まで）。ゲーム開始時から相手が閲覧できるため、相手を攪乱するなどの目的で、実際には使用しなくても置くこともできる。
超GR（ガチャレンジ）ゾーン
墓地の右に位置する。超次元ゾーンと併用も可能であり、その場合は順番を問わない。「GRクリーチャー」を置く領域で、用意する場合は過不足無く12枚を置かなければならない（同名カードは2枚まで）。ゲーム開始時から相手が存在を確認できる（内容は確認できない）ため、相手を攪乱するなどの目的で、実際には使用しなくても置くこともできる。
ドロー
山札の上からカードを引く。一部のカードの能力による「手札に加える」解決とは別に扱われる。
タップ
縦向きになっているカードを横向きにする、またはカードが横向きの状態。マナの使用済みやクリーチャーの行動済みを表す。マナを支払う前やクリーチャーの攻撃前・ブロック前にタップしていると使用不可能になる。
アンタップ
タップ状態のカードを縦向きにする、またはカードが縦向きの状態。通常はターン開始時（ドロー前）に、バトルゾーンのクリーチャーとマナゾーンのカードは全てアンタップする。
バトル
クリーチャー同士の戦闘。基本は「パワー」の数値が高い方のクリーチャーが勝ち残り、負けた方は破壊されて墓地に置かれる。パワーが同数の場合は両方破壊する。
ブロック
「ブロッカー」という能力を持ったクリーチャーのみできる行動。相手クリーチャーの攻撃時にタップすることでその攻撃を阻止し、ブロックしたクリーチャーとのバトルを行う。
ソウル
一部のクリーチャーが持つアイコン。それ自体にルールはないが、他のカードによって持っているか参照されることがある。
「H（ホーリー）・ソウル」「M（マジック）・ソウル」「E（エヴィル）・ソウル」「K（カンフー）・ソウル」「W（ワイルド）・ソウル」「B（ブラッディ）・ソウル」「U（ウルトラ）・ソウル」の7種類がある。
ツインパクトカード
1枚のカードにクリーチャーと呪文の特性を併せ持つ。斜めに区切ったクリーチャーの下部分に呪文の情報が入っており、どちらでも使用可能。基本的にマナコストや効果が異なり、2枚分のマナを支払って両方のプレイはできないため、使い分けも重要になる。文明が異なる場合はカード自体の見方としては多色カードとなり、マナゾーンにはタップ状態で置き、使用側の文明の分だけ支払えば良い。
カードの効果によって、カードの種類を参照して、あるツインパクトカードが選ばれる時、指定先がクリーチャーでも呪文でも対象に入る。また、ガチンコジャッジなどの、コストを参照する効果でツインパクトカードを選んだ際は、上下好きな方を参照しても良い。
例外として、『20周年超感謝メモリアルパック 裏の章パラレル・マスターズ』より呪文だけのツインパクトカードが登場し、「ワンダブル（このカードのコストを両方支払って、両方の呪文を使ってもよい）」という能力も存在する。
エレメント
「クリーチャー」「クロスギア」「フィールド」「タマシード」などバトルゾーンに出ている表向きのカードを総称して表す。
封印
　クリーチャーの上に山札から1枚裏向きで載せる

## ターンの流れ
シールドと手札を準備した後、じゃんけんで勝った方が先攻となる。ドロー以降のステップは任意。同一のタイミングで複数のカードの能力が誘発した場合、そのターン中のプレイヤー（アクティブプレイヤー）から任意の順番で解決していく。
アンタップ
タップ状態になっている自分のバトルゾーンのクリーチャーと、マナゾーンのカードを全てアンタップする。
ドローステップ
山札の上から1枚引いて手札に加える。有利な先攻は第1ターン目のみ飛ばす。
マナチャージステップ
手札から1枚選び、マナゾーンにカードを表にして上下逆に置く。
多色カードはタップ状態で置く。これは従来はテキスト枠に書かれた能力扱いになっていたが、後にルールとなり過去のテキスト枠に書かれているカードも他に能力がなければ「能力がない」カードとして扱う。
メインステップ
基本的にマナを支払ってカードをプレイする。アンタップ状態のマナゾーンのカードをタップすることでその文明のマナが生み出される。
多色カードを発生マナとする場合はその色の内一つを選択する。「5色レインボー」は発生するマナの数値が「0」で支払うことはできないが、必要なマナのコストに文明を一つ追加できる。
無色カードの場合はプレイに必要なマナの色に制限はないが、有色カードをプレイするマナとしてそれのみでは支払えない。
アタックステップ
バトルゾーンに出ている、アンタップ状態のクリーチャーをタップし、相手プレイヤーかクリーチャーを攻撃目標に宣言して行う。攻撃中にアンタップした攻撃は継続される。
相手プレイヤーの場合はシールドがあれば通常は一度の攻撃で1枚破壊し、クリーチャーの場合はタップ状態の物に対してのみ可能。従来では「W・ブレイカー」のようにシールドを一度に複数破壊する場合も1枚ずつ選択したが、現在は全て選択する。
エンドステップ
ターンの終了を宣言して相手にターンを渡す。

## カードの種類
デュエル・マスターズのカードはシリーズが続く度に新しいタイプが登場し、いずれかに分類される。
各カードには共通してマナコスト（コスト）が記されており、カードのプレイにはその数値分のマナを支払わなければならないが、中にはコスト71など到底支払えないような巨額のマナコストがかかっているカードも存在する。その場合、カードの能力でコストが軽減できたり、または禁断クリーチャーである為に最初からバトルゾーンに出ていることが普通である。また、各カードの能力は基本的にテキストで定められていない限り、バトルゾーンにある時に発揮される。「城」はシールドを要塞化している限り効果を発揮し続ける。
カードテキストに記されている能力は、できる状況ならば基本的に全てやらなければならないが、「～してもよい」と書かれている場合は任意となる。また、「○○する（される）かわりに××する（してもよい）」と表記されている「置き換え効果」は連鎖せず、一度行った後に別の効果に繋げることはできない（「○○する（される）かわりに××する（してもよい）かわりに××する（してもよい）……」とならない）。
2011年6月25日に発売された拡張パック、『エピソード1 ファースト・コンタクト』よりカードデザインが一新され、色覚異常を持つ人に理解されやすいデザインとなった。

### クリーチャー
プレイヤーによって召喚され、相手プレイヤー及びクリーチャーを攻撃したり、相手クリーチャーから味方を守る存在。なお、ブロッカーなど特殊な効果があるクリーチャーのみが守ることができる。
バトル結果を参照するパワーの数値が記されており、パワーが0以下になったクリーチャーは破壊される。
一部を除いたクリーチャー全般に共通することとして、バトルゾーンに出る時の名称が「召喚」と「バトルゾーンに出す」の2種類存在することがある。特に大きな違いはないが、種族「ゼニス」を持つクリーチャーなど、「召喚」によってバトルゾーンに出た時のみ効果が発動するクリーチャーも存在する。

### 呪文
ゲーム中の補助を担う。発動を「唱える」と称し、唱えた後は通常は墓地に置き、「チャージャー」系の呪文はマナゾーンに置く。種族「裁きの紋章」の呪文はシールドの上に表側で置き、土台のシールドがゾーンを離れる時は同じゾーンに加える。
テキストの上から順に解決していき、選択肢があるものは唱えた時に選ぶ。対象に取れるカードがなくても空撃ちで唱えることは可能であり、「呪文を唱えた後」に他の能力が誘発する場合は呪文の効果を解決し終えた後に解決する。

### 進化クリーチャー
『第2弾』で初登場。クリーチャーのカードの上に重ねる進化により召喚する特殊なクリーチャー。これに属するクリーチャーには召喚酔いがなく、出したターンに攻撃ができる。
進化の際、その元となるクリーチャーを用意する都合上で自分が不利な状況にも成り得る為、マナコストの同じ通常のクリーチャーより強力な物が多い。

### クロスギア
『転生篇』から登場した、クリーチャーに装備する武器や防具のカード。装備状態の時やバトルゾーンに存在している時に効果を発揮する。
プレイ時や装備されていない状態をジェネレート、装備することをクロスといい、ジェネレート後に再びコスト分のマナを支払いクロスする。1体のクリーチャーにクロスできる枚数に制限はない。
クロス状態から違うクリーチャーにクロスすることもでき、クロスされていたクリーチャーがバトルゾーンを離れた時はジェネレート状態で残る。
一部には、「S（シールド）・トリガーX（クロス）」という「このクロスギアをシールドゾーンから手札に加える時、コストを支払わずにすぐジェネレートし、自分のクリーチャー1体にクロスしてもよい」能力を持つカードも存在する。

### 進化クロスギア
『転生篇第4弾』で登場した新型クロスギア。進化クリーチャーのようにクロスギアの上に重ねてバトルゾーンに出す。進化元がクロス状態の時は直接クロスされる。

### 城
『戦国篇第3弾』で初登場。シールドの上に重ねる要塞化により効果を発揮する。シールドが1枚も無ければ要塞化できないが、シールド1枚の上に複数の城を要塞化することで能力の重複が可能。
土台にしていたシールドがゾーンを離れた時に墓地に置かれ、そのシールドのS・トリガーは城が墓地に置かれる前にプレイする。
一部には、「要塞化したシールドが他の城によって要塞化されていなければ、そのシールドが相手のクリーチャーにブレイクされる時、かわりに他のシールドを1枚手札に加えてもよい」効果を持つカードも存在する。

### サイキック・クリーチャー
『覚醒篇』で初登場したクリーチャー。カードの表裏両面にそれぞれ異なるクリーチャーが描かれている。マナコストが記されているが、デッキに入れることはできず、マナは支払わずに呪文やクリーチャーの能力で超次元ゾーンから呼び出す。基本的に「バトルゾーンに出す」カードで「召喚」には当たらない。
特定の条件を満たすことで裏返して違うクリーチャーとなる能力、覚醒を持ち、覚醒時には召喚酔いが解かれる。「覚醒」という表現はあくまでも便宜上のものであり、呼び出す際の条件次第では「覚醒状態（裏向き）」でも出すことは可能。
バトルゾーンを離れる場合、指定の場所に置いてから超次元ゾーンに戻す。「進化クリーチャー」の元になっていた場合も同様。この為に墓地などから再利用できず、除去耐性は低いがバトルゾーンを離れる時に覚醒したり、また覚醒状態から覚醒前の状態へ戻る解除によってバトルゾーンにとどまるサイキック・クリーチャーも存在する。

### 進化サイキック・クリーチャー
『覚醒篇第4弾』で初登場したサイキック・クリーチャーの一種。
通常のサイキック・クリーチャーとは違い、超次元ゾーンからクリーチャーの上に重ねて使う。

### サイキック・スーパー・クリーチャー
『エピソード1 第3弾』で登場したサイキック・クリーチャーの亜種。
特定の「サイキック・セル」というクリーチャーの条件を満たすことで覚醒（サイキック）リンクにより覚醒しつつリンクし、1体のクリーチャーとなる。超次元ゾーンからリンク状態では出せない。
サイキック・セルのいずれかがタップ状態でリンクした場合はタップ状態にし、リンク前にクリーチャーが得ていた能力はリンク後も受け継がれ、リンク後のクリーチャーが得ていてまた元のサイキック・セルに戻った後も同様に能力は残る。
リンク後のコストは通称「サイキックコスト」と呼ばれ、進化クリーチャーの「ソウルシフト」などで参照されるが、カードの効果でコストが参照される場合、裏向きのサイキック・セル単体のコストは便宜上「0」となる。

### エグザイル・クリーチャー
『エピソード3』で登場した新タイプのクリーチャー。
指定した名称のエグザイル・クリーチャーをバトルゾーンに出すことを禁止する能力を持つ。また、自身が破壊された時に指定した名称を持つエグザイル・クリーチャーを手札からバトルゾーンに出せる専用の能力、ドロン・ゴーを持つクリーチャーが多い。
ただし、この上記の能力を無視するエグザイル・クリーチャーも存在する。

### ドラグハート
『月刊コロコロコミック』2014年6月号で先行登場。パック収録は『ドラゴン・サーガ』より。種族「ドラグナー」のクリーチャーによって超次元ゾーンから呼び出され、「ドラグハート・ウエポン」であれば呼び出したドラグナーに装備する。
特定の条件を満たすことによって裏返し、「ドラグハート・クリーチャー」となる龍解の能力を持つ。龍解時はアンタップ状態にするが、出したターン中に「クリーチャー」となった場合は召喚酔いになる。
「クリーチャー」の状態でバトルゾーンを離れる時は超次元ゾーンに直接戻し、龍解前の「ウエポン」の状態では装備したドラグナーがバトルゾーンを離れた時に超次元ゾーンに戻す。また、「ウエポン」を装備したドラグナーを「進化クリーチャー」の元にした場合はそのまま受け継がれる。「進化V（ボルテックス）」「進化GV（ギャラクシーボルテックス）」「超無限進化」等の複数のクリーチャーを必要とする進化方法の場合は1体のクリーチャーに全ての「ウエポン」が受け継がれる。
『ドラゴン・サーガ第2章』からは「ドラグハート・フォートレス」という新種が登場。史上初の横向きに描かれているイラストが特徴的で、「サイキック・セル」とは違いイラストも1枚で独立している。また、ドラグナーに装備されない為、呼び出したドラグナーがバトルゾーンを離れても超次元ゾーンに戻らない相違点を持つ。龍解前の効果は「城」や「クロスギア」のように永続的に影響を与えるカードが多い。
『ドラゴン・サーガ 三段変形!龍解オールスターズ』では「ウエポン」から「フォートレス」、「クリーチャー」へと龍解していく三つ折りされた長いカードのドラグハートが登場した。折り畳まれた端の方を広げながら裏返し「ウエポン」から「フォートレス」への龍解を2D（ツーディー）龍解。更にもう一つの端も広げて裏返し「フォートレス」から「クリーチャー」への龍解を3D（スリーディー）龍解という。

### 禁断の鼓動・禁断クリーチャー
『月刊コロコロコミック』2016年1月号で先行登場。パック収録は『革命篇第3弾』より。サイキック・クリーチャーやドラグハートのように両面にイラストが描かれているがデッキの40枚に含める。《伝説の禁断 ドキンダムX（エックス）》はゲーム開始前に指定されたゾーンに自分から見て「禁断の鼓動」の向きで出しておく。ゲーム開始時にバトルゾーンに出した後、山札の上からカード6枚を裏向きで上に重ねて封印にする。《禁断のドキンダム》は最初に手札に含め、4マナ支払い「禁断の鼓動」の向きで出し、更に封印を4枚つける。封印として使われているカードは「コスト0」である。
封印状態では存在を無視されるが、同じ文明の「コマンド」種族を持つ味方クリーチャーをバトルゾーンに出した時に封印を墓地に置いたり、カードの効果によって外していき、全て無くなれば禁断解放して裏返し、「禁断クリーチャー」となる。
禁断の鼓動・《禁断～封印されしX（エックス）～》から「禁断クリーチャー」・《伝説の禁断 ドキンダムX》に禁断解放した後に、バトルゾーンを離れた場合は効果によってゲームに負ける。
クリーチャー面のみイラストが描かれている禁断クリーチャーも存在する。

### D2フィールド
『月刊コロコロコミック』2016年6月号で先行登場。パック収録は『革命ファイナル』より。ドラグハート・フォートレスと同じように横向きのイラストではあるが、裏面が通常でありデッキに含める。生み出されるマナの数字は右側にある。バトルゾーンに展開した後、プレイヤーに関係なく新しいD2フィールドがバトルゾーンに出た時、その前から出ていたD2フィールドは破壊される。これを利用し、自分が展開したD2フィールドを自ら破壊し別のD2フィールドを使うことも可能（通称「張り替え」）。また、D2フィールドは全て使い手の利益になる効果ばかりである。
中には、D（デンジャラ）スイッチ（以後、Dスイッチ）という特殊効果を持つカードもあり、これは条件達成時にカードの上下を逆にすることで発揮され、使用後通常の効果は継続する。Dスイッチは1枚につき一度だけ使えるが、D2フィールドを張り替えることで再利用が可能。

### 最終禁断フィールド・最終禁断クリーチャー・禁断コア
『革命ファイナル最終章』にて初登場。両面のカード5枚によって構築されるのが特徴。40枚のデッキの枚数には含めず、超次元ゾーンの枚数にも含まれない。ゲーム開始前に4枚のフィールドの上に最終禁断フィールドを置き、フィールドの4隅に封印を1枚ずつ付けた状態でゲームを開始する。
現存する最終禁断フィールドの封印は、その能力により1ターンに一度だけ闇か火文明のコスト5以上の種族「コマンド」のクリーチャーを召喚、または「侵略ZERO」能力で場に出した時に墓地に置く。
ゲーム開始時の封印など「禁断の鼓動」に能力が似ているが、封印を外した場所により最終禁断フィールドの特殊効果が発動する。最終的に、右下の封印が外された時、他の封印が外されていれば禁断爆発（禁断ビッグバン）した際に「最終禁断クリーチャー」・《終焉の禁断 ドルマゲドンX（エックス）》となる。
最終禁断クリーチャーとなった際には下にあった4枚のフィールドが禁断コアとしてドルマゲドンXの上下左右に合体する。バトルゾーンを離れる時、代わりに禁断コアを2枚カードの下に置き、自分のシールドを1枚墓地に置く。禁断コアが無くなったドルマゲドンXがバトルゾーンを離れた時、全てのクリーチャーを破壊し、ゲームに負ける。
ドキンダムXと同じく、ドルマゲドンXに関連するこれらのカードは2種類以上使うことはできない。

### NEOクリーチャー
『新第1弾』に初登場。通常のクリーチャーのようにそのままバトルゾーンに出すこともできるが、クリーチャーに重ねて進化クリーチャーとしても出せるNEO進化の能力を持ち、そうした場合のみNEO進化クリーチャーとして扱う。

### DGフィールド
『新第2弾』から登場。《プランDG》と《DG-パルテノン 〜龍の創り出される地〜》の2種類のみ存在する。D2フィールドとは違い、バトルゾーンに何枚出しても破壊されない。

### 無月フィールド
『双極篇第4弾』で登場。《卍 新世壊（グランドゼーロ） 卍》のみが存在する。D2フィールドとは違い、バトルゾーンに何枚出しても破壊されない。
条件達成時に一度だけ効果を発揮できる、「無月の門99（ザイン）」というDスイッチに似た能力があるが、カードの上下を逆にするなどの指示はない。

### GRクリーチャー
GRは「ガチャレンジ」と読む。『超GRスタートデッキ ジョーのガチャメカ・ワンダフォー』で先行収録。カードの裏面が従来とは違い白が基調になっている。ゲーム開始時に、シャッフルして「超GRゾーン」に裏の束にして置き、他のカード効果によって上から1枚目をコストを支払ったものとして召喚するGR召喚でバトルゾーンに出し、GRクリーチャーが場を離れた時は指定の場所に置いた後に超GRゾーンの一番下に裏向きで戻す。

### オレガ・オーラ
『超GRスタートデッキ キャップのオレガ・オーラ・デリート』で先行収録。
単体ではバトルゾーンに存在できず、「GR召喚を行って出したGRクリーチャーに付ける」か、「自分のバトルゾーンのGRクリーチャー1体に付ける」二通りの方法で出せる。また、カード左下にはクリーチャーに付けた時に増加するパワーの数値が記されている。付けたクリーチャーにオレガ・オーラの文明や種族は追加されない。
すでにオレガ・オーラを付けているクリーチャーの上に新しく付け、パワーや能力を重ねがけして強力なクリーチャーに育てることも可能。付けていたクリーチャーがバトルゾーンを離れた時は、そのクリーチャーがGRゾーンに戻る前に置かれるゾーンに加える。

### 零龍の儀・零龍星雲・零龍クリーチャー
『超天篇第4弾』で登場。デッキ枚数には含めず、ゲーム開始時に「零龍の儀」1枚と異なる「零龍星雲」4枚の合計5枚をリンクさせずにバトルゾーンに置く。零龍星雲の「儀」（条件）を達成する毎にリンクさせていき、4枚目がリンクした時に零龍卍誕によって5枚のカード全てを裏返しリンクした1体の「零龍クリーチャー」・《零龍（ゼーロン）》となる。
リンク前、対戦相手はカードを1枚引く。リンク後のコストは史上初の「0」であり、零龍のパワーは初めから0だが能力によってバトルゾーンを離れず、パワーが0以下の間は全てのバトルに勝つ。逆にパワーが0より高くなった場合は「バトルに勝つ」能力と、「バトルゾーンを離れない」能力が無効になり、バトルゾーン以外に置かれた場合はゲームに負ける。
零龍に関するこれらのカードは2枚以上使うことはできない。

### Mono Artifact
『謎のブラックボックスパック』にてマジック：ザ・ギャザリングとのコラボとして登場したカード。このカードタイプは現在《Black Lotus》のみである。
バトルゾーンに出た時、このカードに封印を3枚付け、自分のターンの始めに封印を1枚墓地に置いていく。

### スター進化クリーチャー
『キングマスタースタートデッキジョーのスター進化』で先行収録され、『王来篇』で初登場。
特定の文明か種族「レクスターズ」のクリーチャーに重ねて進化する「スター進化」でバトルゾーンに出し、離れる時はスター進化先のクリーチャーのみ離れ、その下の進化元はバトルゾーンに残る。

### キング・セル、キング・クリーチャー
『王来篇』にて登場。
新たな「セル」であり、「サイキック・セル」と違い呪文も存在し裏面が通常であるためデッキに含める。合体前はコストを持たず、合体前後のテキストは縦向きになる。キング・セルには2種または3種の決まった組み合わせがあり、それらが手札またはマナゾーンに揃っていれば、合体時のコストを支払うことで使用できる。このうち、合体先がクリーチャーである場合のカードタイプは「キング・クリーチャー」となる。

### ルール・プラス
『王来篇』にて登場。
ゲーム開始前から超次元ゾーンに置かれ、テキストのルールを追加し「ルール・プラス」の状態では超次元ゾーンを離れない。他と同じように4枚まで投入することができ、そのルールは重複する。文明を持つが、コストは持たずエレメントとしても扱わない。現時点では《13番目の計画（インビジブル・サーティーン）》の「自分は、デッキの枚数を5枚増やしてゲームを開始する」のみ存在する。

### S-MAX進化クリーチャー
「スターマックスしんかクリーチャー」と読む。『キングマスタースタートデッキ ジョーのS-MAX進化』で先行収録。
「S（スター）ｰMAX（マックス）進化」によって、進化元を用意することなく出せる進化クリーチャー。進化クリーチャーなので勿論召喚酔いは無い他、自分がゲームに負ける（相手が勝つ）時にバトルゾーンから破壊したり、バトルゾーンにある物と同名のS-MAX進化クリーチャーが手札にあればそれを捨てることで無効にできる。種類に関係なくバトルゾーンに存在できるのは1体で、S-MAX進化クリーチャーが2体以上出ていれば、そのうち1体を残し、残りを全て手札に戻す。
これらの能力は、「プレイヤー自身が進化元になるスター進化」という世界観のために考えられている。

### タマシード
SｰMAX進化クリーチャーと同時期に初登場。
コストを支払ってバトルゾーンに出す。クリーチャーではないが、「シンカライズ」の能力によって進化元にできるカード。バトルゾーンにある時にシンカライズが機能するため、バトルゾーン以外から進化元を使う進化方法（マナ進化、墓地進化、手札進化、デッキ進化）には使えない。
『スタートWINデッキ 邪神・フロム・アビス』から、シンカライズを持たないタマシードや、タマシードとして出し、条件を満たすとクリーチャーとして扱われるようになる「タマシード/クリーチャー」のカードタイプを持つACEが登場した。

### ドリーム・クリーチャー
『王道篇第1弾』から登場。歴史を代表するクリーチャー達の中から更に特別な7体として厳選されたクリーチャー。
全てが「ドリームレア」という新規レアリティになっている。

### G-NEOクリーチャー
『コロコロコミック』2025年4月号で先行登場。パック収録は「王道W第1弾」より。
NEOクリーチャー同様、通常クリーチャーのように出したり、クリーチャーに重ねるG-NEO進化によりG-NEO進化クリーチャーとすることもでき、その状態でバトルゾーンを離れる時は代わりに下のカードが全て離れる。

## カード能力
以下にデュエル・マスターズのカードが持っている能力の中で頻出する為、キーワードで括られた能力（キーワード能力及び能力語）や、長文の為に短い語句で表された行動（キーワード処理）を初登場の時系列順に紹介する。
能力の詳細はカードテキストならびに外部リンクを参照。
第1弾
クリーチャー、呪文、W（ダブル）・ブレイカー、S（シールド）・トリガー、ブロッカー、スレイヤー、パワーアタッカー

第2弾
進化クリーチャー、進化

第5弾
サバイバー、T（トリプル）・ブレイカー、セイバー、スピードアタッカー

第6（闘魂編『インビンシブル・ソウル』第1）弾
クルー・ブレイカー、「攻撃する代わりにタップする」（タップトリガー）能力

第7（闘魂編第2）弾
ステルス、チャージャー

第8（闘魂編第3）弾
ターボラッシュ

第10（聖拳編『エターナル・アームズ』第1）弾
多色（レインボー）カード、サイレントスキル、「ゲームに負ける」能力（特殊敗北条件）

第11（聖拳編第2）弾
ウェーブストライカー

第12（聖拳編第3）弾
進化V（ボルテックス）

第13（聖拳編第4）弾
シンパシー

第14（転生編『ジェネレート・ギア』第1）弾
クロスギア、ジェネレート、クロス、メタモーフ

第15（転生編第2）弾
アクセル、S（シールド）・トリガーX（クロス）

第16（転生編第3）弾
G（グラビティ）・ゼロ

第17（転生編第4）弾
進化クロスギア、S（ストライク）・バック

第19（不死鳥編『スペクタクル・ノヴァ』第1）弾
進化GV（ギャラクシー・ボルテックス）、メテオバーン、ダイナモ、サイクロン

第20（不死鳥編第2）弾
フォートE（エナジー）、ランチャーE（エナジー）

第21（不死鳥編第3）弾
スリリング・スリー

第22（不死鳥編第4）弾
ワールド・ブレイカー、メガメテオバーン、「ゲームに勝利する」（エクストラウィン）能力

第23（不死鳥編第5）弾
バイオ・K（キック）、バイオ・T（タックル）、L（ライフ）・ゲート、G（ゴール）・L（ライフ）・ゲート

第24（極神編『バイオレンス・へヴン』第1）弾
G（ゴッド）・リンク、O（オーバー）・ドライブ、Q（クアトロ）・ブレイカー、ロスト・プリズム

第27（極神編第4）弾から
5色レインボー、文明ブレイカー

第28（戦国編『バトル・ギャラクシー』第1）弾
マナ進化、マナ進化V（ボルテックス）、マナ進化GV（ギャラクシー・ボルテックス）、シールド・プラス、スーパー・シールド・プラス、シールド・フォース、侍流ジェネレート、ナイト・マジック

第29（戦国編第2）弾
ニンジャ・ストライク、スーパーアクセル、ウルトラ・シールド・プラス

第30（戦国編第3）弾
城、要塞化、シールド・セイバー

第31（戦国編第4）弾
G（ギャラクシー）・ブレイカー、ナイト流ジェネレート、侍マジック

第32（神化編『エボリューション・サーガ』第1）弾
究極進化、墓地進化、デッキ進化、手札進化、ブロッカー進化、爆進ダブル、ソウルシフト

第33（神化編第2）弾
ブレイク・ボーナス

第34（神化編第3）弾
超無限進化、墓地進化GV（ギャラクシー・ボルテックス）

第35（神化編第4）弾
究極進化MAX（マックス）、Evo（エボ）チャージャー

第36（覚醒編『サイキック・ショック』第1）弾
サイキック・クリーチャー、覚醒、解除、ホーリー・フィールド、連鎖、激流連鎖、返霊、地獄返霊、マーシャル・タッチ、マナ爆誕

第37（覚醒編第2）弾
転生連鎖、殲滅返霊、ノー・チョイス、フリーズ、ダブルフリーズ、仁義

第38（覚醒編第3）弾
ループ覚醒、W（ダブル）シールド・プラス、リベンジ・チャンス、墓地進化V（ボルテックス）

第39（覚醒編第4）弾
進化サイキック・クリーチャー、メテオバーン覚醒

新（エピソード1）第1弾
サイキック・スーパー・クリーチャー、覚醒（サイキック）リンク、リンク解除、ハンティング、スペース・チャージ

新（エピソード1）第4弾
V覚醒（ビクトリーサイキック）リンク

新第5（エピソード2第1）弾
ガチンコ・ジャッジ、エターナル・Ω（オメガ）、ウルトラ・セイバー、ガードマン

新第6（エピソード2第2）弾
アタック・チャンス

新第8（エピソード2第4）弾
超無限進化・Ω（オメガ）

新第9（エピソード3第1）弾
エグザイル・クリーチャー、ドロンゴー、∞（インフィニティ）パワーアタッカー、右G（ライトゴッド）・リンク、左G（レフトゴッド）・リンク、中央G（センターゴッド）・リンク、光臨、シールド・ゴー

新第10（エピソード3第2）弾
∞（インフィニティ）ブレイカー

新第11（エピソード3第3）弾
灼熱ドロン・ゴー、墓地光臨

新第12（エピソード3第4）弾
ウルトラ・ドロン・ゴー、クライマックス・ドロン・ゴー、三人組（トリオ）ドロン・ゴー、マナ光臨

新第13弾（ドラゴン・サーガ第1章）
ドラグハート・ウエポン、ドラグハート・クリーチャー、龍解、マナ武装

新第14弾（ドラゴン・サーガ第2章）
ドラグハート・フォートレス、龍回避

新第15弾（ドラゴン・サーガ第3章）
エスケープ、トリプル・シンパシー

新第16弾（ドラゴン・サーガ第4章）（極）
龍（ドラゴン）マナ武装、多色（レインボー）マナ武装、スーパーS（ストライク）・バック、スーパー龍解、リサイクル

新第16弾（真）
真・エスケープ

新第17弾（革命編第1章）
侵略、革命、革命0（ゼロ）トリガー

新第19弾（革命編第3章）
禁断の鼓動、禁断クリーチャー、封印、禁断解放、S級侵略[不死（ゾンビ）]、S級侵略[宇宙（スペース）]、S級侵略[原始（トライブ）]

新第20弾（革命編第4章）
天才シンパシー

新第21弾（革命ファイナル第1章）
革命チェンジ、ファイナル革命、D2（ディーツー）フィールド、D（デンジャラ）スイッチ

新第22弾（革命ファイナル第2章）
侵略ZERO（ゼロ）、禁断機動

新第23弾（革命ファイナル最終章）
極限（ファイナル）ファイナル革命、禁断爆発（ビックバン）

新DM（新章デュエル・マスターズ）1弾
マスターブレイク、スーパー・S（シールド）・トリガー、NEO（ネオ）クリーチャー、NEO進化、NEO進化クリーチャー、ラビリンス

新DM2弾
B・A・D（バッド・アクション・ダイナマイト）、DGフィールド

新DM3弾
マスター・W（ダブル）・メラビート、キズナプラス、B・A・D・S（バッド・アクション・ダイナマイト・スペル）

新DM4弾（裁）
ドラゴン・ブレイカー、裁きの紋章、キズナ、キズナコンプ

新DM4弾（魔）
無月の門

新DM5（双極篇『ツインパクト・シリーズ』第1）弾
ツインパクト、ジョラゴン・ビッグ1（ワン）、マッハファイター、破天九語（はてんここのつがたり）

新DM6（双極篇第2）弾
裁きZ（ゼット）、G・G・G（ゴゴゴ・ガンガン・ギャラクシー）、マスター・G・G・G（ゴゴゴ・ガンガン・ギャラクシー）、無月の門・絶

新DM7（双極篇第3）弾
5・S・D（ファイブ・センス・ダウン）、ラストバースト

新DM8（双極篇4）弾
スマッシュバースト、無月フィールド、無月の門99（ザイン）、マスター・マッハファイター、無敵虹帝（エンペラータイム）

新DM9（超天篇『ガチャレンジ・シリーズ』第1）弾
GR（ガチャレンジ）・クリーチャー、オレガ・オーラ、パワード・ブレイカー、超天フィーバー　

新DM10（超天篇第2）弾　
マナドライブ、無月の大罪、罪（シン）・無月の大罪　

新DM11（超天篇第3）弾
J（ジョーカーズ）トルネード、マスター・J（ジョーカーズ）・トルネード、DL-sys（ディーループシステム）

新DM12（超天篇第4）弾
零龍卍誕（ゼーロンばんたん）、超超超天フィーバー、マスターJGR（ジョーカーズガチャレンジ）

DMSD14、15
キリフダッシュ、鬼タイム

新DM13（十王篇第1）弾
ギャラクシールド、マジボンバー、バズレンダ、フシギバース

新DM14（十王篇第2）弾
W・マジボンバー

新DM15（十王篇第3）弾
鬼エンド、ムゲンクライム、アバレチェーン、オシオキムーン、ビビッドロー

新DM16（十王篇第4）弾
キリフダReVo（レヴォリューション）

DMSD17、18
スター進化クリーチャー、スター進化、シンカパワー、EX（エクスト）ライフ、G（ガード）・ストライク、ササゲール

新DM17（王来編第1）弾
シンカパワー

新DM19（王来編第3）弾
禁断スター進化、ジャストダイバー
新DM20(王来編第4)弾
キング・クリーチャー
新DM21(王来編MAX第1)弾
S-MAX（スターマックス）進化クリーチャー、S-MAX進化、タマシード、シンカライズ
新DM21(王来編MAX第2)弾
鬼S-MAX進化
ゴッド・オブ・アビス第1弾
タマシード/クリーチャー（ACE）、シビルカウント、アビスラッシュ
ゴッド・オブ・アビス第2弾
パワード・ブロッカー
アビス・レボリューション第1弾
エレメント、メクレイド、S（シールド）・トリガー・プラス
アビス・レボリューション第2弾
W（ダブル）・メクレイド、ニンジャ・チェンジ、フレンド・バースト
アビス・レボリューション第3弾
メガ・ラスト・バースト
アビス・レボリューション第4弾
終極宣言（ファイナル・エンド）
王道篇第1弾
ドリーム・クリーチャー、ハイパーモード、ハイパー化、OVER（オーバー）ハイパー化
王道篇第3弾
ハイパーエナジー、ヨビニオン、逆転撃、バラバラエティ
王道篇第4弾
W・ヨビニオン
王道W第1弾
G-NEO（ジーネオ）進化クリーチャー、G-NEO進化、超魂X（クロス）
王道W第2弾
超魂レイド
限定カード
トライ・G（ゴッド）・リンク、M（マッド）デッキ進化、超無限墓地進化、フリー・クロス、2D龍解、3D龍解、中央G（センターゴッド）・リンク360（スリーシックスティー）、J・O・E（ジョーカーズ・オーバー・エクスプロード）、ネクスト・ブレイカー、GP（ギャンパレ）覚醒（サイキック）リンク、リサイタル、虚無月の門、無月の門・終（ピリオド）、夢幻無月の門、レインボーナス、ワンダブル、サイキック・クロスギア、パンドラ・シフト、GP(グランプリ)覚醒リンク、墓地呪文進化

## カードリスト

### 拡張パック
- 基本セット
  - DM-01 基本セット（Base Set）
  - DM-02 進化獣降臨（マスター・オブ・エボリューション）（Evo-Crushinators of Doom）
  - DM-03 超戦士襲撃（マスター・オブ・デストラクション）（Rampage of the Super Warriors）
  - DM-04 闇騎士団の逆襲（チャレンジ・オブ・ブラックシャドウ）（Shadowclash of Blinding Night）
  - DM-05 漂流大陸の末裔（リターン・オブ・ザ・サバイバー）（Survivors of the Megapocalypse）
- 闘魂編（インビンシブル・ソウル）
  - DM-06 闘魂編（インビンシブル・ソウル）（Stomp-A-Trons of Invincible Wrath）
  - DM-07 闘魂編 時空超獣の呪（インビンシブル・チャージ）（Thundercharge of Ultra Destruction）
  - DM-08 闘魂編 超神龍の復活（インビンシブル・レジェンド）（Epic Dragons of Hyperchaos）
  - DM-09 闘魂編 覇道帝国の絆（インビンシブル・ブラッド）（Fatal Brood of Infinite Ruin）
- 聖拳編（エターナル・アームズ）
  - DM-10 聖拳編（エターナル・アームズ）（Shockwaves of the Shattered Rainbow）
  - DM-11 聖拳編 無限軍団の飛翔（エターナル・ウェーブ）（Blast-O-Splosion of Gigantic Rage）
  - DM-12 聖拳編 魔封魂の融合（エターナル・ボルテックス）（Thrash of the Hybrid Megacreatures）
  - DM-13 聖拳編 龍炎鳳神誕（エターナル・フェニックス）
- 転生編（ジェネレート・ギア）
  - DM-14 転生編（ジェネレート・ギア）
  - DM-15 転生編 神滅奥義継承（シークレット・オブ・ヒドゥン・ギア）
  - DM-16 転生編 魔導黙示録（オリジン・オブ・パーフェクト・ギア）
  - DM-17 転生編 終末魔導大戦（ジ・オーバー・テクノクロス）
- 特別編集
  - DM-18 ベスト・チャレンジャー
- 不死鳥編（スペクタクル・ノヴァ）
  - DM-19 不死鳥編（スペクタクル・ノヴァ）
  - DM-20 不死鳥編 魔闘竜×機兵団（ジ・アルティメット・ノヴァ）
  - DM-21 不死鳥編 封魔王の系譜（ヒストリー・オブ・デビル・ノヴァ）
  - DM-22 不死鳥編 超神龍雷撃（ザ・ドラゴニック・ノヴァ）
  - DM-22 不死鳥編 超神龍雷撃（ザ・ドラゴニック・ノヴァ）＋1ドリーム
  - DM-23 不死鳥編 冥龍王帰還（ジ・エンド・オブ・ユニバース）
- 極神編（バイオレンス・ヘヴン）
  - DM-24 極神編（バイオレンス・ヘヴン）
  - DM-25 極神編 人造神の創造（バイオレンス・クリエイター）
  - DM-26 極神編 超絶VS 究極（ドラゴニック・ウォーズ）
  - DM-27 極神編 完全極神（パーフェクト・ヘヴン）
  - DM-27 極神編 完全極神（パーフェクト・ヘヴン）＋1ドリーム
- 戦国編（バトル・ギャラクシー）
  - DM-28 戦国編（バトル・ギャラクシー）
  - DM-29 戦国編 戦国英雄伝（ロックオン・ヒーローズ）
  - DM-29 戦国編 戦国英雄伝（ロックオン・ヒーローズ）＋1ドリーム
  - DM-30 戦国編 戦極魂（ウルトラ・デュエル）
  - DM-31 戦国編 戦国武闘会（グレイテスト・チャンピオン）
- 神化編（エボリューション・サーガ）
  - DM-32 神化編（エボリューション・サーガ）
  - DM-32 神化編（エボリューション・サーガ）＋1ドリーム
  - DM-33 神化編 太陽の龍王（ライジング・ドラゴン）
  - DM-34 神化編 烈火の刃（クロス・ジェネレーション）
  - DM-34 神化編 烈火の刃（クロス・ジェネレーション）＋1スーパー
  - DM-35 神化編 超極竜VS六体神（ネバーエンディング・サーガ）
- 覚醒編（サイキック・ショック）
  - DM-36 覚醒編 （サイキック・ショック）
  - DM-37 覚醒編 暗黒の野望（ダーク・エンペラー）
  - DM-38 覚醒編 超竜VS悪魔（エンジェリック・ウォーズ）
  - DM-39 覚醒編 覚醒爆発（サイキック・スプラッシュ）
- エピソード1（ワン）
  - DMR-01 エピソード1 ファースト・コンタクト
  - DMR-02 エピソード1 ダークサイド
  - DMR-03 エピソード1 ガイアール・ビクトリー
  - DMR-04 エピソード1 ライジング・ホープ
- エピソード2（ツー）
  - DMR-05 エピソード2 ゴールデン・エイジ
  - DMR-06 エピソード2 ビクトリー・ラッシュ
  - DMR-07 エピソード2 ゴールデン・ドラゴン
  - DMR-08 エピソード2 グレイト・ミラクル
- エピソード3（スリー）
  - DMR-09 エピソード3 レイジVS（アゲインスト）ゴッド
  - DMR-10 エピソード3 デッド＆（エンド）ビート
  - DMR-11 エピソード3 ウルトラV（ビクトリー）マスター
  - DMR-12 エピソード3 オメガ∞（クライ）マックス
- ドラゴン・サーガ
  - DMR-13 ドラゴン・サーガ 第1章 龍解ガイギンガ
  - DMR-14 ドラゴン・サーガ 第2章 暴龍ガイグレン
  - DMR-15 ドラゴン・サーガ 第3章 双剣オウギンガ
  - DMR-16極 ドラゴン・サーガ 第4章 超戦ガイネクスト×極
  - DMR-16真 ドラゴン・サーガ 第4章 超戦ガイネクスト×真
- 革命編
  - DMR-17 革命編 第1章 燃えろドギラゴン!!
  - DMR-18 革命編 第2章 時よ止まれミラダンテ!!
  - DMR-19 革命編 第3章 禁断のドキンダムX
  - DMR-20 革命編 第4章 正体判明のギュウジン丸
- 革命ファイナル
  - DMR-21 革命ファイナル 第1章 ハムカツ団とドギラゴン剣
  - DMR-22 革命ファイナル 第2章 世界は0だ!!ブラックアウト!!
  - DMR-23 革命ファイナル 最終章 ドギラゴールデンVSドルマゲドンX
- 新DM編
  - DMRP-01 ジョーカーズ参上
  - DMRP-02 マジでBADなラビリンス
  - DMRP-03 気分J.O.E×2（ジョージョー）メラ冒険（ベンチャー）
  - DMRP-04裁 誕ジョー！マスタードラゴン 正義の裁き
  - DMRP-04魔 誕ジョー！マスタードルスザク 無月の魔凰
- 双極篇（ツインパクト・シリーズ）
  - DMRP-05 轟快（ゴーカイ）!! ジョラゴン Go Fight!!
  - DMRP-06 逆襲のギャラクシー 卍・獄・殺（ばんごくさつ）!!
  - DMRP-07 ♰ギラギラ♰煌世主（ギラメシア）と終葬のQX（キュラックス）!!
  - DMRP-08 超決戦!バラギアラ!!無敵オラオラ輪廻∞（リンフィニティ）
- 超天篇（ガチャレンジ・シリーズ）
  - DMRP-09 新世界（ゾーン）ガチ誕!超GR（ガチャレンジ）とオレガ・オーラ!!
  - DMRP-10 青きC.A.P.（キャプテン）と漆黒の大卍罪（だいばんざい）
  - DMRP-11 零誕（ゼロバース）!魔神（マジ）おこせジョルネード1059（ヘブン）!!
  - DMRP-12 超超超天！覚醒ジョギラゴン vs. 零龍卍誕（ゼーロンばんたん）
- 十王篇
  - DMRP-13 切札x鬼札 キングウォーズ!!!
  - DMRP-14 爆皇×爆誕 ダイナボルト!!!
  - DMRP-15 幻龍×凶襲 ゲンムエンペラー!!!
  - DMRP-16 百王×邪王 鬼レヴォリューション!!!
- 王来篇
  - DMRP-17 王星伝説超動（レクスターズ・アンド・ディスペクター）
  - DMRP-18 禁時王の凶来（ミラクル・フォービドゥン）
  - DMRP-19 禁断龍vs禁断竜（エターナル・プレミアムズ）
  - DMRP-20 終末王来大戦（ザ・キング・オブ・ジ・エンド）
- 王来MAX篇
  - DMRP-21 鬼ヤバ逆襲S-MAX!!
  - DMRP-22 切札!マスターCRYMAX!!
- ゴッド・オブ・アビス
  - 22RP-01 伝説の邪神
  - 22RP-02 轟炎の竜皇
- アビス・レボリューション
  - 23RP-01 双竜戦記
  - 23RP-02 忍邪乱武
  - 23RP-03 魔覇革命（マッハかくめい）
  - 23RP-04 竜皇神爆輝（りゅうおうしんばくてらす）
- 王道篇
  - 24-RP1 デーモン・オブ・ハイパームーン
  - 24-RP2 カイザー・オブ・ハイパードラゴン
  - 24-RP3 ゴールド・オブ・ハイパーエンジェル
  - 24-RP4 悪魔神、復活
- 王道W（ダブル）編
  - 25-RP1 邪神（ジャシン）VS（バーサス） 邪神 ～ソウル・オブ・ジ・アビス～
  - 25-RP2 邪神VS邪神II（ツー） ～ジャシン・イン・ザ・シェル～

### 拡張セット
- - DMX-01 キング・オブ・デュエルロード ストロング7（セブン）
  - DMX-02 デッキビルダーDX ハンター・エディション
  - DMX-03 デッキビルダーDX エイリアン・エディション
  - DMX-04 フルホイルパック リバイバル・ヒーロー ザ・ハンター
  - DMX-05 フルホイルパック リバイバル・ヒーロー ザ・エイリアン
  - DMX-06 大乱闘！ヒーローズ・ビクトリー・パック 燃えるド根性大作戦
  - DMX-07 大乱闘！ヒーローズ・ビクトリー・パック 咆えろ野生の大作戦
  - DMX-08 激熱！ガチンコBEST
  - DMX-09 デッキビルダー鬼DX ガンバ！勝太編
  - DMX-10 デッキビルダー鬼DX キラリ！レオ編
  - DMX-11 大決戦オールスター12（トゥエルブ）
  - DMX-12 ブラック・ボックス・パック
  - DMX-13 ホワイト・ゼニス・パック
  - DMX-14 最強戦略パーフェクト12
  - DMX-15 フルホイルVSパック 仁義無きロワイヤル
  - DMX-16 ドラゴン・サーガ 超王道戦略ファンタジスタ12
  - DMX-17 龍の祭典！ドラゴン魂フェス
  - DMX-18 ドラゴン・サーガ 三段変形！龍解オールスターズ
  - DMX-19 スーパーレア100%パック
  - DMX-20 デッキ一撃完成!! デュエマックス160 〜革命＆侵略〜
  - DMX-21 マスターズ・クロニクル・パック 英雄決闘譚（コミック・オブ・ヒーローズ）
  - DMX-22 超・ブラック・ボックス
  - DMX-23 奥義伝授 レベルMAXパック
  - DMX-24 輝け!!デュエデミー賞パック
  - DMX-25 ファイナルメモリアルパック~E1・E2・E3~
  - DMX-26 ファイナルメモリアルパック~DS・Rev・RevF~
  - DMEX-01 ゴールデン・ベスト
  - DMEX-02 デュエマクエストパック~伝説の最強戦略12~
  - DMEX-03 ペリッ!!スペシャルだらけのミステリーパック
  - DMEX-04 夢の最&強!!ツインパクト超No.1パック
  - DMEX-05 100%新世界!超GRパック100
  - DMEX-06 絶対王者!!デュエキングパック
  - DMEX-07 必殺!!マキシマム・ザ・マスターパック
  - DMEX-08 謎のブラックボックスパック
  - DMEX-09 Wチームドッキングパック チーム切札&チームウェイブ
  - DMEX-10 Wチームドッキングパック 鬼札王国&不死樹王国
  - DMEX-11 Wチームドッキングパック チーム銀河&チームボンバー
  - DMEX-12 最強戦略!!ドラリンパック
  - DMEX-13 四強集結→最強直結パック
  - DMEX-14 弩闘×十王 超ファイナルウォーズ!!!
  - DMEX-15 20周年超感謝メモリアルパック 魂の章 名場面BEST
  - DMEX-16 20周年超感謝メモリアルパック 技の章 英雄戦略パーフェクト20（トゥエンティー）
  - DMEX-17 20周年超感謝メモリアルパック 究極の章 デュエキングMAX
  - DMEX-18 20周年超感謝メモリアルパック 裏の章 パラレル・マスターズ
  - DMEX-19 マスター・ファイナル・メモリアル・パック
  - DM22-EX1 黄金戦略!!デュエキングMAX2022
  - DM22-EX2 ヒーローズ・ダークサイド・パック 闇のキリフダたち
  - DM23-EX1 大感謝祭 ビクトリーBEST
  - DM23-EX2 頂上決戦!!デュエキングMAX2023
  - DM23-EX3 アビス・レボリューション外伝 邪神と水晶の華（デスベル・クリスタル）
  - DM24-EX1 超感謝祭 ファンタジーBEST
  - DM24-EX2 天下夢双!! デュエキングDreaⅯ2024
  - DM24-EX3 刺激爆発デュエマナイトパック
  - DM24-EX4 にじさんじコラボ・マスターズ「異次元の超獣使い」

### 構築済みデッキ
- - DMD-01 スタートダッシュ・デッキ 火・自然編
  - DMD-02 スタートダッシュ・デッキ 水・闇編
- ストロング・メタル・デッキ シリーズ
  - DMD-03 ストロング・メタル・デッキ 爆裂ダッシュ
  - DMD-04 ストロング・メタル・デッキ 最強国技
- ライジング・ダッシュ・デッキ シリーズ
  - DMD-05 ライジング・ダッシュ・デッキ 無限アタック!!
  - DMD-06 ライジング・ダッシュ・デッキ 反撃ブロック!!
- 変形デッキセット シリーズ
  - DMD-07 変形デッキセット DX鬼ドラゴン
  - DMD-08 変形デッキセット DX鬼エンジェル
- 1st（ファースト）デッキシリーズ
  - DMD-09 1stデッキ アウトレイジ・ダッシュ
  - DMD-10 1stデッキ オラクル・ダッシュ
- 禁断の変形デッキシリーズ
  - DMD-11 禁断の変形デッキ アウトレイジの書
  - DMD-12 禁断の変形デッキ オラクルの書
- スーパーデッキMAX（マックス） / OMG（オメガ）シリーズ
  - DMD-13 スーパーデッキMAX カツキングと伝説の秘宝
  - DMD-14 スーパーデッキOMG 逆襲のイズモと聖邪神の秘宝
- ビギニング・ドラゴン・デッキ シリーズ[注 5]
  - DMD-15 ビギニング・ドラゴン・デッキ 熱血の戦闘龍
  - DMD-16 ビギニング・ドラゴン・デッキ 正義の天聖龍
  - DMD-17 ビギニング・ドラゴン・デッキ 神秘の結晶龍
- スーパーVデッキ シリーズ
  - DMD-18 スーパーVデッキ 燃えよ龍剣 ガイアール
  - DMD-19 スーパーVデッキ 滅びの龍刃 ディアボロス
  - DMD-20 スーパーVデッキ 勝利の将龍剣 ガイオウバーン
- デュエマ・スタートデッキ シリーズ
  - DMD-21 デュエマ・スタートデッキ 無敵の火文明
  - DMD-22 デュエマ・スタートデッキ 破滅の闇文明
  - DMD-23 デュエマ・スタートデッキ 奇跡の光文明
- マスターズ・クロニクル シリーズ
  - DMD-24 マスターズ・クロニクル・デッキ ボルメテウス・リターンズ
  - DMD-25 マスターズ・クロニクル・デッキ ロマノフ煉獄からの復活
  - DMD-26 マスターズ・クロニクル・デッキ サバイバー進化論α to Ω
  - DMD-27 カスタム変形デッキ 革命vs侵略 爆熱の火文明
  - DMD-28 カスタム変形デッキ 革命vs侵略 龍極の光文明
  - DMD-32 マスターズ･クロニクル・デッキ 聖霊王の創世
  - DMD-33 マスターズ･クロニクル･デッキ 終焉の悪魔神
  - DMD-34 DXデュエガチャデッキ 銀刃（シルバー）の勇者 ドギラゴン
  - DMD-35 DXデュエガチャデッキ 禁星の壊者（クラッシャー） ドキンダム
- クロニクル・レガシー・デッキ
  - DMBD-01 クロニクル・レガシー・デッキ アルカディアス鎮魂歌（レクイエム）
  - DMBD-02 クロニクル・レガシー・デッキ 風雲!!怒流牙忍法帖
  - DMBD-03 プレミアム7（セブン）デッキ 集結!!炎のJ・O・E（ジョー）カーズ
  - DMBD-04 プレミアム7デッキ キラめけ正義!!DG超動
  - DMBD-05 クロニクル・レガシー・デッキ2018 究極のバルガ龍源郷
  - DMBD-06 クロニクル・レガシー・デッキ2018 至高のゼニス頂神殿
  - DMBD-07 超誕!!ツインヒーローデッキ80（エイティ） Jの超騎兵（ジョーカーズデラックス） VS 聖剣神話（カリバーサーガ）
  - DMBD-08 超誕!!ツインヒーローデッキ80 自然大暴走（ファイナルハザード） VS 卍獄の虚無月（ムーンレスムーン）
  - DMBD-09 アルティメット・クロニクル・デッキ2019 必勝（ガチンコ）!! 闘将（カイザー）ブレードオーガ
  - DMBD-10 アルティメット・クロニクル・デッキ2019 SSS（トリプルエス）!! 侵略デッドディザスター
  - DMBD-11 ガチヤバ4（フォー）! 無限改造デッキセットDX（デラックス）!! ジョーのビッグバンGR（ガチャレンジ）
  - DMBD-12 ガチヤバ4! 無限改造デッキセットDX!! ゼーロのドラゴンオーラ
  - DMBD-13 クロニクル最終決戦（ファイナルウォーズ）デッキ 覚醒流星譚（サイキックりゅうせいたん）
  - DMBD-14 クロニクル最終決戦デッキ 龍魂紅蓮譚（ドラグハートクリムゾンサーガ）
  - DMBD-16 20th（トゥエンィース）クロニクルデッキ 決闘!! ボルシャック・デュエル
  - DMBD-17 20thクロニクルデッキ 熱血!! アウトレイジ・ビクトリー
  - DMBD-21 クロニクル・ダークサイド・デッキ　「終焉（BIG BANG）」
  - DMBD-22 クロニクル・ダークサイド・デッキ　「零誕（ZERO BIRTH）」
- レジェンドスーパーデッキ
  - DMBD-15 蒼龍革命
  - DMBD-18 神歌繚乱
  - DM22-BD1 龍覇爆炎
  - DM23-BD1 禁王創来
- デュエマプレイス・コラボデッキ
  - DMPC-01 超竜の君臨＆天門の降臨
  - DMPC-02 竜装の武者＆魔弾の騎士
- 開発部セレクションデッキ
  - DMBD-19 「火水覇道」
  - DMBD-20 「水闇魔導具」
  - DM22-BD2 「光水火鬼羅.Star」
  - DM22-BD3 「7軸ガチロボ」
  - DM23-BD2 「火闇邪王門」
  - DM23-BD3 「水闇自然ハンデス」
- デュエルマスターズ革命スタートデッキシリーズ
  - DMD-29 革命スタート・デッキ 勝太の疾風速攻
  - DMD-30 革命スタート・デッキ ルシファーの時間停止（タイムストップ）
  - DMD-31 フィールドスタートデッキ バサラの禁断
- Newヒーローデッキシリーズ
  - DMSD-01 Newヒーローデッキ ジョーのジョーカーズ
  - DMSD-02 Newヒーローデッキ キラのラビリンス　　
  - DMSD-03 Newヒーローデッキ ボルツのB・A・D（バッド・アクション・ダイナマイト）
- スタートデッキ 
  - DMSD-04 ジョーカーズ・弾丸（だんガン）炸裂・スタートデッキ
  - DMSD-05 オウ禍武斗（カブト）・マッハ炸裂・スタートデッキ
  - DMSD-06 ドルスザク・無月炸裂・スタートデッキ
  - DMSD-07 煌世の剣（メシアカリバー）・Z炸裂・スタートデッキ
- 超GRスタートデッキシリーズ
  - DMSD-08 超GRスタートデッキ ジョーのガチャメカ・ワンダフォー
  - DMSD-09 超GRスタートデッキ キャップのオレガ・オーラ・デリート
  - DMSD-10 超GRスタートデッキ キラのギラミリオン・ギラクシー
  - DMSD-11 超GRスタートデッキ キャップのWAVE（ウェイ）ガチャ・パラダイス
  - DMSD-12 超GRスタートデッキ ゼーロのオレガ無月の大罪
  - DMSD-13 超GRメガスタートデッキ ジョーの超ジョーカーズ旋風（トルネード）
- キングマスタースタートデッキシリーズ
  - DMSD-14 キングマスタースタートデッキ ジョーのキリフダッシュ
  - DMSD-15 キングマスタースタートデッキ 鬼札の鬼タイム
  - DMSD-16 キングマスタースタートデッキ ゼーロJr.のムゲンクライム
  - DMSD-17 キングマスタースタートデッキ ジョーのスター進化
  - DMSD-18 キングマスタースタートデッキ ジェンドルのディスペクター
  - DMSD-19 キングマスタースタートデッキ ハイドのディスペクターN・EXT（ネクスト）
  - DMSD-20 キングマスタースタートデッキ ジョーのS-MAX進化
  - DMSD-21 キングマスタースタートデッキ アバクの鬼レクスターズ
- スタートWINデッキシリーズ
  - DM22-SD1 スタートWINデッキ 邪神・フロム・アビス
  - DM23-SD1 スタートWINデッキ 竜軍・オブ・ボルシャック
  - DM23-SD2 スタートWINデッキ 聖沌・クノイチ・チェンジ
  - DM23-SD3 スタートWINデッキ 革命・アメイジン・マジック
  - DM23-SP1 スタートWIN・スーパーデッキ 深淵の邪襲（アビスベル・ラッシュ）
- エキサイティング・デュエパ・デッキ
  - DM23-BD4 「ドラドラドラゴン龍源郷」
  - DM23-BD5 「不敬なり! 真邪眼騎士団」
  - DM23-BD6 「双極のアカシックZ計画」
  - DM23-BD7 「ネゴシエートの偽衒学者」
- いきなりつよいデッキ
  - DM24-SD1 いきなりつよいデッキ 攻めの王道
  - DM24-SD2 いきなりつよいデッキ 守りの王道
  - DM25-SD1 いきなりつよいデッキ 技の王道
  - DM25-SD2 いきなりつよいデッキ 力の王道
- キャラプレミアムデッキ
  - DM24-SP1「ドラゴン娘になりたくないっ!」イエーイめっちゃドラゴン!!
  - DM24-SP2「デュエル・マスターズLOST」誓いの水晶（クリスタル・ブライダル）
  - DM25-SP1「ドラゴン娘になりたくないっ!」Jack-Pot-Live‼︎in桜龍高校
- ドリーム英雄譚デッキ
  - DM24-BD1 ドギラゴンの書
  - DM24-BD2 ジョニーの書
  - DM24-BD3 モモキングの書
- ナイトメア黙示録デッキ
  - DM24-BD4 バロムの章

### スターターデッキ（生産終了）
- スターターデッキ
  - DMS-01 スターターセット
  - DMS-02 闘魂編（インビシブル・ソウル）スターターセット
  - DMS-02V 闘魂編スターターセットビデオ付
  - DMS-03 聖拳編（エターナル・アームズ）スターターセット
  - DMS-03D 聖拳編スターターセットDVD付
  - DMS-04 転生編（ジェネレート・ギア）スターターセット
  - DMS-05 ベスト・チャレンジャー

### キャラクターデッキ（生産終了）
- キャラクターデッキ
  - DMC-01 勝舞火炎デッキ
  - DMC-02 黒城暗黒デッキ
  - DMC-03 勝舞火炎 強化拡張パック
  - DMC-04 黒城暗黒 強化拡張パック
  - DMC-05 殺戮！雷神（ライトニング・サンダー）デッキ
  - DMC-06 超速！火竜（ドラゴン・ストライク）デッキ
  - DMC-07 増殖！魂虫（エターナル・インセクト）デッキ
  - DMC-08 邪将！奈落（エンドレス・ブラックホール）デッキ
  - DMC-09 勝舞神龍（ドラゴンレジェンド）デッキ
  - DMC-10 白凰精霊（ホーリー・スピリット）デッキ
  - DMC-11 勝舞神龍 強化拡張パック
  - DMC-12 白凰精霊 強化拡張パック
  - DMC-13 コロコロ・ニュージェネレーション・パック
  - DMC-14 紅の鋼鉄兵団（クリムゾン・アーマロイド）デッキ
  - DMC-15 幻想の無限龍（エターナル・ドラゴンズ）デッキ
  - DMC-16 紺碧の守護聖天（ガーディアン・ブルー）デッキ
  - DMC-17 戦場の暗黒皇女（ダーク・ウォリアー）デッキ
  - DMC-18 勝舞聖龍（ホーリー・ドラゴン）デッキ
  - DMC-19 ザキラ龍武（ドラゴン・コマンダー）デッキ
  - DMC-20 双龍誕生（ドラゴンインパクト）〜勝舞エディション〜
  - DMC-21 双龍誕生 〜ザキラエディション〜
  - DMC-22 ヘルブースト1/2（ハーフ）デッキ
  - DMC-23 スピードバーン1/2デッキ
  - DMC-24 イリュージョンブルー1/2デッキ
  - DMC-25 勝舞紅蓮鋼速（フルメタル・ファイアー）デッキ
  - DMC-26 白凰聖霊帝国（エンジェル・キングダム）デッキ
  - DMC-27 コロコロドリームパック
  - DMC-28 グランド・デビル・フィニッシャー1/2デッキ
  - DMC-29 アーク・セラフィム・リバーサー1/2デッキ
  - DMC-30 ティラノ・ドレイク・クラッシャー1/2デッキ
  - DMC-31 グレートメカオー・イレイザー1/2デッキ
  - DMC-32 マーズ・フラッシュ・デッキ
  - DMC-33 エッジ・オブ・ドラゴン・デッキ
  - DMC-34 コロコロドリームパックII（エターナル・レガシー）
  - DMC-35 「ビギナーズ・ビートスラッシュ・デッキ」
- スーパーデッキ・ゼロ シリーズ
  - DMC-36 スーパーデッキ・ゼロ ヘヴン・オブ・ドラゴン
  - DMC-37 スーパーデッキ・ゼロ バイオレンス・エンジェル
  - DMC-38 スーパーデッキ・ゼロ キャッスル・オブ・デーモン
  - DMC-39 スーパーデッキ・ゼロ ビクトリー・ソウル
  - DMC-40 スーパーデッキ・ゼロ ヘヴィ・デスメタル
- コロコロドリームデッキ
  - DMC-41 コロコロドリームデッキ ワイルド・キングダム
  - DMC-42 コロコロドリームパックIII（エターナル・ギア）
- スーパーデッキ・クロス シリーズ
  - DMC-43 スーパーデッキ・クロス ネバーエンディング・ヒーロー
  - DMC-44 スーパーデッキ・クロス エンドレス・オール・デリート
  - DMC-45 スーパーデッキ・クロス BATTLE of YAMATO魂（バトル・オブ・ヤマトダマシイ）
  - DMC-46 スーパーデッキ・クロス Arcadias騎士団（アルカディアス・ナイツ）
- HEROES PACK（ヒーローズ・クロス・パック）シリーズ
  - DMC-47 HEROES PACK（ヒーローズ・クロス・パック） 勝舞編
  - DMC-48 HEROES PACK ザキラ編
- エントリーデッキ・ゼロ シリーズ
  - DMC-49 エントリーデッキ・ゼロ フォース・オブ・ドラゴン
  - DMC-50 エントリーデッキ・ゼロ パーフェクト・エンジェル
  - DMC-51 エントリーパック・ゼロ フォース・オブ・ドラゴン
  - DMC-52 エントリーパック・ゼロ パーフェクト・エンジェル
- レジェンド・クロニクル
  - DMC-53 レジェンド・クロニクル 勝舞編
  - DMC-54 レジェンド・クロニクル ライバル編
  - DMC-55 コロコロ・レジェンド・7（セブン）
- スーパーデッキ・サーガ シリーズ
  - DMC-56 スーパーデッキ・サーガ ザ・サムライ・レジェンド
  - DMC-57 スーパーデッキ・サーガ ザ・ゴッド・キングダム
  - DMC-58 スーパーデッキ・サーガ マッド・ロック・チェスター
- エントリーデッキ 2010 シリーズ
  - DMC-59 エントリーデッキ 2010 武者見参（サムライ・アンビシャス）
  - DMC-60 エントリーデッキ 2010 無限死神（エターナル・デス）
  - DMC-61 コロコロドリームパックIV（エターナル・ヘヴン）
- スーパーデッキ・ショック シリーズ
  - DMC-62 スーパーデッキ・ショック ウルトラ・NEX
  - DMC-63 スーパーデッキ・ショック ルナティック・ゴッド
- ザ・ムービー・デッキ・ショック
  - DMC-64 コロコロ・レジェンド・7（セブン） ムービー・ダイナマイト
  - DMC-65 ザ・ムービー・デッキ・ショック ULTRA FIRE SPIRITS 炎のキズナXX
  - DMC-66 デュエル・マスターズ超BEST
- ドラマティック・ウォーズ
  - DMC-67 ドラマティック・ウォーズ ドラゴン&ファイアー
  - DMC-68 ドラマティック・ウォーズ エンジェル&デーモン

## カードのレアリティ
本タイトルのカードには以下のレアリティが設定されている。ブースターパックではレアリティが高くなるほど封入率が低くなる。
レアリティごとの封入率は非公開であり、出現頻度はあくまでもユーザーの経験則である。
レアリティやイラストが異なる場合でも、同名カードはデッキ構築上、同一のカードとして扱われ、「デッキ構築における同名カードの使用は4枚まで」というルールが適用される。
レアリティシンボルは『新第1弾』からは廃止された。

### 通常のレアリティ
コモン
丸いレアリティシンボルを持つ。最も出現頻度が高いレアリティ。
アンコモン
ひし形のレアリティシンボルを持つ。2番目に出現頻度が高いレアリティ。
レア
星型のレアリティシンボルを持つ。3番目に出現頻度が高いレアリティ。
ベリーレア
丸の中に星の入ったレアリティシンボルを持つ。4番目に出現頻度が高いレアリティ。
スーパーレア
4つの正方形が市松模様に組み合わされた形をしたレアリティシンボルを持つ。『エピソード1』でビクトリーカードが登場するまで、シークレットレアを除いて最も出現頻度が低いレアリティだった。
ビクトリーカード
『エピソード1』から登場した。「V」のレアリティシンボルを持つ。「スーパーレアを超えるレアリティ」とされているが、封入率はパックによって異なる。あくまで正式名称は「ビクトリーカード」であり、「ビクトリーレア」とは呼ばない。
ダブルビクトリーカード
ビクトリーカードを超えたレアリティ。ビクトリーカードのVのレアリティシンボルが、上部に加えて下部にも記載されている。DMR-13からDMR-14をのぞいてDMR-16真・極までパックに封入されたが、その後の拡張セットにも封入されていることがしばしばある。一種類のパック（DMR-13・DMR-15・DMR-16真・DMR-16極）にダブルビクトリーカードは一種類ずつ封入されている。あくまで正式名称は「ダブルビクトリーカード」であり、「ダブルビクトリーレア」とは呼ばない。
レジェンドカード
『革命篇』からビクトリーカードに代わって登場した。イラストの右下に「LEGEND」の文字のマークがある。派生として
- 禁断レジェンドカード
- 最終禁断レジェンドカード

がある。あくまで正式名称は「レジェンドカード」であり、「レジェンドレア」とは呼ばない。派生レアリティについても同様。
マスターカード
『新第1弾』からレジェンドに代わって登場した。イラストの右下に「M」のマークがある。派生として
- マスター・ドラゴンカード
- マスター・ドルスザクカード
- マスター・ハザードカード
- マスター必殺カード
- マスター・ゼットカード

がある。あくまで正式名称は「マスターカード」であり、「マスターレア」とは呼ばない。派生レアリティについても同様。
DG
『新第3弾』から登場した。イラストの右下に「DG」の文字のマークがある。《DG〜ヒトノツクリシモノ〜》のみ持つレアリティ。
キングマスターカード
『十王篇』から登場した。イラストの右下に「KING MASTER」の文字のマークがある。マスターカードを超えたレアリティで、マスターカードの代わりではないものの、商品では代わり同様の扱いで登場している。あくまで正式名称は「キングマスターカード」であり、「キングマスターレア」とは呼ばない。
大先生レア
『王来篇特殊第1弾』から登場した。「大先生」（だいせんせい）とは漫画版の原作者・松本しげのぶのことを指しており、初収録時のイラストは全て松本が担当している。このパックに収録されている3種のみが該当するレアリティ。
キングレア
『王来篇』から登場した。月刊コロコロコミック2022年1月号の付録として収録されたキング・クリーチャー《新世界王 ヴォルゼオス・バラモルド》またはキング・セル《王の思念》《王の覇気》のみが持つレアリティ。
オーバーレア
『ゴッド・オブ・アビス』からキングマスターカードに代わって登場した。イラストの右下に「OR」のマークがある。
ドリームレア
『王道篇』から登場した。「デュエマの歴史を代表するクリーチャー」として選ばれた7体の「ドリーム・クリーチャー」に付けられる。「同名のドリームレアは2つ以上出せない」ルールを有する。

### 特別なレアリティ
シークレットレア
『ゴッド・オブ・アビス』から収録されている、封入率が非常に低いレアリティ。特定のパックのみ封入されている。
カティノ・カード / カティノズ・チョイス（C.C.）
『極神篇』で収録された特別なレアリティ。通常はホイルでないカードがホイルになっており、イラスト右下か左下にC.Cと記載されている。
なお、全てのカードがカティノ・カードとなりうるわけではなく、それぞれのブースターで特定のカードだけがカティノ・カードとなっている。
ヒーローズ・カード（H.C.）
『戦国篇』から『神化篇』などで収録された特別なレアリティ。通常はホイルでないカードがホイルになっている上に、イラストに漫画のキャラが添えられ、フレーバーテキストも相応した文言になっているほか、H.Cという記載がある。特定のカードのみこのレアリティになっている。また種族に「ゴッド」を持つヒーローズ・カードの場合、H.G.C.と表記されている。
ヴィジュアル・カード（V.C.）
『覚醒篇』で収録された特別なレアリティ。通常はホイルでないカードが特殊ホイルになっている上に、イラストが枠から飛び出し、イナズマ装飾を施しており、フレーバーテキストも改変されているほか、V.Cという記載がある。特定のカードのみこのレアリティになっている。
モード・チェンジ（MODE→CHANGE）
『エピソード1』から収録されている特別なレアリティ。通常はホイルでないカードがホイルになっており、イラストがフレームをはみ出したり若干変化したりと、ヴィジュアル・カード以上の派手さとなっている。イラストの右下に「MODE→CHANGE」という記載がある。特定のカードのみこのレアリティになっている。
ウルトラゴールデンカード（UGC）
『双極篇』から『超天篇』まで収録された。過去に登場した人気カードを、一つの弾につき計5種、金色の枠を用いてリメイクし再録している。
キンキラ王BOX（キングボックス）
『十王篇 第4弾』のみ収録。BOX単位でごく稀に存在し、1BOXに入った30パック、カード150枚全てが、レアリティを問わずホイル仕様になっている。
20th（トゥエンティー）レア、20thSP（トゥエンティースペシャル）レア、20thSPゴールドレア
『王来篇』から『王来MAX 最終弾』まで収録された。デュエマのプロジェクト20周年を記念して作られたもので、順に20周年フレーム仕様、箔押し、ゴールド仕様となっている。20thレア・20thSPレアの中には、過去の人気カードを豪華イラストレーター・漫画家などとコラボして、独自の解釈で新規イラストを描いた特別なカードが、一つの弾につき6種収録されている。DMRP-21からは、このイラストレーターコラボ枠は後述の金トレジャー専用になり、収録枚数も5種に減った。20thSPゴールドレアはキングマスターカードのみが対象。
コロコロレア
『王来篇 第1弾』から『王来篇 第4弾』まで収録された。コロコロコミックの連載マンガとコラボしており、作品に登場するキャラクターがイラストに描かれている。
20thトレジャー（20周年トレジャー）
『王来MAX』から現在も収録されている。過去の人気カードを、封入率の低い順に金トレジャー、銀トレジャー、銅トレジャー、黒トレジャーの4種のレアリティに分けて再録している。銀トレジャーは全てが新規イラストの描き下ろしとなっており、銅トレジャーや黒トレジャーの一部にも新規イラストが描かれている。金トレジャーは前年度の王来篇のイラストレーターコラボを引き継ぎ、コラボ専用枠として一つの弾に5種封入という形で実装された。
シークレットレア、シークレットSP（スペシャル）レア、シークレットSPゴールドレア
『ゴッド・オブ・アビス』から収録されている。順に特別フレーム仕様、箔押し、ゴールド仕様となっている。シークレットSPゴールドレアはオーバーレアのみが対象。

### その他
レアリティの無いカード
プロモーションカードや構築済みデッキに新録されたカードがこれに当たる。拡張パックに再録される場合、新たにレアリティが設けられることがある。

## プロモーションカード
プロモーションカードとはデュエル・マスターズのエキスパンションや構築済みデッキなどの通常商品とは別の商品に付属品として付けられるカードのこと。プロモーションカードはイラスト右下からテキスト欄に被って、金色の箔押しで「promo」という記載がなされているか、龍の頭をモチーフにしたシンボルと、その左下から反時計回りに"PROMO"の文字のある、黒縁の黄色いエンブレムとなっている。特にルール上の制約がない限り、プロモーションカードは普通のデッキに入れて遊ぶことが出来る。通常のエキスパンションセットで収録されるカードもあるが、プロモーションカードでしか手に入らないカードもある。プロモカード、プロモと略されることが多い。デュエマGPの上位賞など、世界に数枚しかないカードも生産されている。
プロモーションカードは小学館発行『月刊コロコロコミック』及びその関連書籍、デッキケース等に不定期に添付されるほか、公認大会参加及び大会での上位入賞でも入手できる。また、デュエルマスターズのビデオゲームソフトには特典カードが同梱された。過去にはマクドナルドのハッピーセット、ローソン、コカ・コーラなどにも商品の付録として添付された。
明治から本作の食玩が販売されていて、その付録としても設定されている。種類は過去のカードの再録だが、グラフィックは別のものが使われている。

## イベント

### 公式イベント
2004年度からは殿堂レギュレーションを、2010年度の大会からは限定レギュレーションを採用している。デュエル・マスターズ・トレーディングカードゲームの全国大会はおもに8月から9月、2009年度、2010年度は2月から3月、2011年度以降は11月から3月にかけて行われており、開催地は年によって変更されるが主に沖縄・九州・関西・中部・関東・北信越・北海道で開催される。
当初は各地域の大会の定員が64人であるなど小規模なものだったが、近年では1つの地区で300人近く集まる場合もある。
大会の形式は地区予選⇒決勝トーナメント⇒日本一決定戦である。2011年度までは地区予選の予選通過者に、2012年度からは当日の参加者全員にウィナーカードと呼ばれるプロモカードが配布され、各地のトーナメント優勝〜3位まで盾やトロフィーが、日本一決定戦で優勝した場合トロフィーや副賞が貰える。おもに日本一決定戦は次世代ワールドホビーフェア関東大会や、タカラトミー本社にて行われる。
2009年度の大会より、まず公認イベントを行っている店舗にて「店舗予選」を行い、優勝した選手のみ各地域のエリア予選に出場することが出来るようになった。
2015年度の大会より、予選形式がスイスドローへ変更された。またCSサポートが導入され、150名以上が参加したユーザー主催の非公認大会（チャンピオンシップ、CS）にて優勝したプレイヤーは、所属する地区の地区予選の決勝トーナメントより参加することが可能になった。
またこの年からデュエマGPが開催され、優勝者及び準優勝者が日本一決定戦への出場権を手に入れられるようになった。それと同時にdig.cards（）によるカバレージも導入されている。
かつては関東・関西大会のみタカラトミーボーイズフェスティバルとの施設が供用でそれ以外の大会では事前応募に当選した者しか入れなかった。なお、2007年から関東・関西ともに事前応募から当日募集になった。大会によって小学生以下をレギュラー、年齢制限無しをオープンと分ける場合がある。また、2009年度大会より店舗予選制度、2015年度よりCSサポートが導入された為、開催エリアによって出場可能人数は異なる。

### 公認グランプリ
クリエイターズ・レターにて発表された、2015年8月1日より始まった大会。デュエマGP、DMGPなどと表記される。カードショップが主催する1000~3000人規模の大型大会にメーカーが協賛し物品や人員を提供するもの。
ベスト64もしくはベスト128入賞、ベスト8入賞で獲得できるカードはそれぞれ64~256枚、8~24枚しか存在しない。また優勝者、準優勝者（8thからは３位入賞者）には日本一決定戦への出場権が与えられる。大会参加に必要な資格はなく、誰でも参加できる。

### 公認大会
全国のデパート、玩具店名で開催される大会のこと。初めの2年間は殿堂レギュレーションを採用したものと非採用のものがあったが、それ以降は全ての大会で殿堂レギュレーションを採用している。
- 参加賞で限定パックを1パック、ティーチング参加でプロモカードを1枚、2位~3位になると限定パックを2パック、優勝者にはプロモカード1枚に加え、限定パックを1パック貰える。
- 大会の進行方法は主にトーナメント、スイスドロー、人数が少ない場合なら総当たり戦で行われる。
- 2014年より、ユーザー主催の大会を公認大会として認めるCSサポート制度が施行された。

### イベントキャラクター
公式大会におけるメインMCとして、2002年11月の初回大会より「デュエルジャッカー・ショー」が担当。また、翌年の2003年7月の大会よりデュエル・ジャッカー ショーのサポート役として「ドクター・ハギー」が登場。どちらも『月刊コロコロコミック』の紙面上において、デュエル・マスターズのティーチング漫画『DUEL JACK』にてキャラクター化されている。
デュエルツアー オータムチャレンジ2008よりキサナドゥ、イエスマンのマスコットが登場。会場を乗っ取りに来たという設定の元、来場者との対戦などを行っている。
デュエルツアー スプリングチャレンジ2009にはドラゴンマスクが登場。対戦コーナーにて、来場者との対戦を行っている。また、この大会では来場者特典としてデュエルジャッカー・ショーをカード化した《炎舌実況DJ・ショー》が来場者全員に配布された。なお、このカードはレジェンド・ツアーの来場者特典としても配布され、その後漫画デュエル・マスターズSX第4巻に付録として封入された。これ以降イベントでは《炎舌実況DJ・ショー》は配布されなくなったが、かわりにデュエルツアー スプリングチャレンジ2010からは《アゲアゲ実況DJ・ショー》が配布されている。
2011年2月、デュエル・ジャッカー ショー、ドクター・ハギー共に、2010年度の公式大会『サイキック・マスター XX』をもって、引退する事が発表された。
2011年5月、鈴鹿サーキットで行われた「コロコロホビーGP in SUZUKA」にて、新しいイベントキャラクター「デュエル・ヒーロー ユウ」ならびに「デュエル・ヒーロー アツト」が登場。同年6月19日（日）、「ビクトリーツアーDX」内で行われた「サイキック・マスター 日本一決定戦」ステージにてショーとハギーからユウ、アツトへと引き継ぎが行われた。
デュエルヒーロー ユウ&アツトは「DASH TV」にてTVデビューを果たし同番組のメインキャラとして登場する他「おはスタ」に不定期出演したりコミックにも登場、更にアニメ「デュエル・マスターズ ビクトリー」にも本人役で登場、その際、EDクレジットにて本名が判明している（ユウ：岡村優、アツト：東谷篤門）。

## 殿堂レギュレーション
公式戦・公認イベントにおいて指定されたカードの使用枚数制限を設定する特殊なルール。「禁止カード」もしくは「制限カード」に該当するもの。殿堂カードは定期的に改定され、公式ホームページ、『コロコロコミック』などで告知される。また、ルール上使用できないカードは「使用禁止カード」と称される。なお、公式・公認大会では2011年夏より開催される「殿堂ゼロデュエル」では、「使用禁止カード」を除く全ての殿堂レギュレーションが適用されない。また、2012年6月に発表された「メガデッキデュエル7」では、条件付きでプレミアム殿堂も使用可能だが、プレミアム殿堂コンビ・プレミアム殿堂超次元コンビは使用不可能となっている。
殿堂入り
2004年3月15日に設立。指定されたカードはデッキに1枚までしか入れることができないというもの。
プレミアム殿堂
2006年3月15日より設立。指定されたカードはデッキに1枚も入れることができない。いわゆる「禁止カード」である。ただしメガデッキデュエル7では、全体から1種類のみ使用可能。
プレミアム殿堂コンビ
同時にデッキに入れることができないカードの組み合わせ。2007年11月15日より設立。
お互いが異常なまでにシナジーし合い、ゲーム性を崩壊させかねないコンビがこれに相当する。歴代でこれに指定されていたカードは4種類3パターンあったが、現在指定されているのは《未来王龍 モモキングJO》《禁断英雄 モモキングダムX》の1種類だけである。
プレミアム殿堂超次元コンビ
特定のカード2枚をセットで超次元ゾーンと山札に入れることを禁止するもの（単独で使用することはかまわない）。
2011年7月24日より設立。お互いが異常なまでにシナジーし合い、ゲーム性を崩壊させかねない、超次元ゾーンを含めたコンビがこれに相当する。設立当初2パターンのカードが指定されたものの、のちに解除され該当コンビがない状態になっていた。しかし2018年1月の次世代WHFにて、《超戦龍覇モルトNEXT》《爆熱剣バトライ刃/爆熱天守バトライ閣/爆熱DXバトライ武神》の「連ドラ」コンビが新たに指定された。こちらも2020年12月の殿堂発表で解除が発表された。
使用禁止カード
上四つのいずれにも当てはまらない、ルールの都合上使用が禁止されたカード。上記の規制が解ける殿堂ゼロデュエルでも使用不可能。
現時点では以下のカードが該当する。
- ガルベリアス・ドラゴン（『月刊コロコロコミック』2004年4月号付録）

裏が赤いもの。
『超ブラック・ボックス・パック』に再録されたものは使用できる。
- 日本語版、および禁断文字版以外のデュエル・マスターズカード

## 関連商品

### コンピューターゲーム
デュエル・マスターズ
2003年8月7日にタカラから発売されたゲームボーイアドバンス用ソフト。
デュエル・マスターズ 熱闘!バトルアリーナ
2003年12月18日にタカラから発売されたニンテンドー ゲームキューブ用ソフト。GBA版第1作のシステムをGC版に再構成したもの。また、ゲームボーイアドバンスと接続することができ「2P対戦」が行える。
デュエル・マスターズ2 インビンシブル・アドバンス
2004年3月18日にタカラから発売されたゲームボーイアドバンス用ソフト。
デュエル・マスターズ2 切札勝舞Ver.
2004年7月22日にタカラから発売されたゲームボーイアドバンス用ソフト。
デュエル・マスターズ3
2004年12月16日に発売されたゲームボーイアドバンス用ソフト。タカラの連結子会社となりゲーム開発・販売事業を移管されたアトラス（当時）からの発売となった。
デュエル・マスターズ 〜邪封超龍転生（バース・オブ・スーパードラゴン）〜
2005年3月24日にキッズステーションから発売されたPlayStation 2用ソフト。漫画版原作者である松本しげのぶによる描き下ろしオリジナルストーリー。また、ネットワークアダプタによる通信対戦が可能となった。

### ソーシャルゲーム
デュエル・マスターズ エントリーゲート オブ ドラゴンサーガ
2014年5月下旬に配信されたスマートフォン用ゲームアプリ。
デュエル・マスターズ プレイス
2019年12月18日にリリースされたスマートフォン用ゲームアプリ。